# 威廉·舍普曼

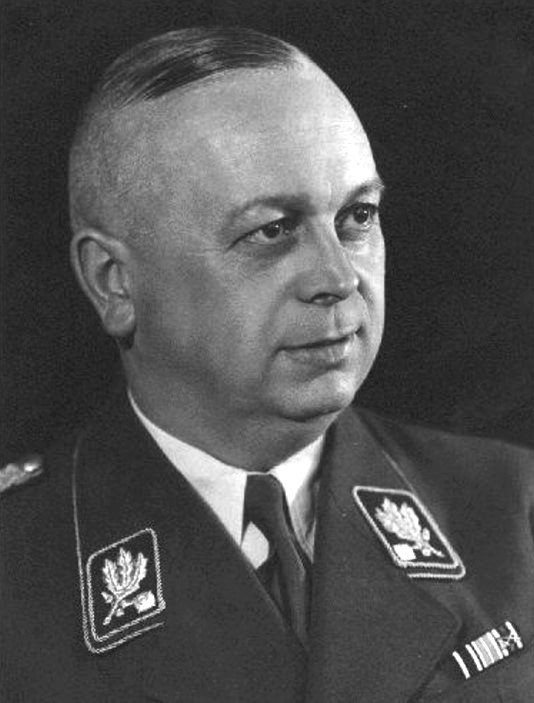
威廉·舍普曼

威廉·舍普曼（德語：Wilhelm Schepmann；1894年6月17日—1970年7月26日）是一位纳納粹德國冲锋队高级将领，也是纳粹党最早的准军事组织冲锋队的末任幕僚长。舍普曼在冲锋队里的职衔是親衛隊上級集團領袖，于1943年被希特勒任命为前冲锋队幕僚长维克托·卢策（Viktor Lutze）的继任（鲁策于当年5月死于车祸）。但到了那时，在纳粹德国的政治权力方面，冲锋队已经被彻底边缘化了。
二戰结束后，舍普曼化名為舒马赫，並在吉夫霍恩當地擔任一家医院的物资经理。1949年4月，他被英国秘密情报局發現并被逮捕，并于1950年6月底受审。他被判处九个月监禁，但提出上诉，并于1954年被释放。
舍普曼希望成為一名教師，但遭到下萨克森州教育部的拒绝。1952年，舍普曼当选区议员和市议员。 1956年，他成為吉夫霍恩名誉副市长。1961年，由於受到公众的强烈抗议，舍普曼最终辞职。